# Lista de vitórias da Polônia na Fórmula 1
Relacionamos a seguir as vitórias obtidas pela Polônia no mundial de Fórmula 1, num total de uma até o campeonato de 2025.

## Resumo

### Fórmula 1 "comunista"
Graças à distensão política empreendida por Mikhail Gorbachev foi possível à Fórmula 1 atravessar os limites ideológicos da Cortina de Ferro e fixar-se num país comunista num circuito próximo a Budapeste em um gesto que resistiu à queda do comunismo alguns anos mais tarde. A esse cenário faltava um piloto vindo do Leste Europeu e essa espera terminou na Hungria em 2006 quando Robert Kubica alinhou no grid no lugar de Jacques Villeneuve ao volante de uma BMW Sauber e logo na Itália faz seus primeiros pontos ao chegar em terceiro, entretanto é no Grande Prêmio do Canadá que vive os momentos mais emblemáticos de sua carreira, pois após sobreviver a um grave acidente em 2007 retorna ao país e vence no ano seguinte.
Contratado pela Renault em 2010 para compensar a ida de Fernando Alonso para a Ferrari, deixou a Fórmula 1 após um acidente no Rali de Andora pouco antes do início da temporada de 2011 e por conta disso foi substituído por Nick Heidfeld e Bruno Senna.

### Provas em casa
A Polônia jamais sediou uma etapa de Fórmula 1.

## Vitórias por ano
Em contagem atualizada até o fim de 2024, a Polônia está há dezesseis anos sem vencer na Fórmula 1, ou 333 corridas.
- Ano de 2008

| Grande Prêmio | Circuito | Data da corrida | Vencedor      | Carro      | Motor | Referências |
| ------------- | -------- | --------------- | ------------- | ---------- | ----- | ----------- |
| Canadá        | Montreal | 8 de junho      | Robert Kubica | BMW Sauber | BMW   | [ 7 ]       |